# Johanna Gadski

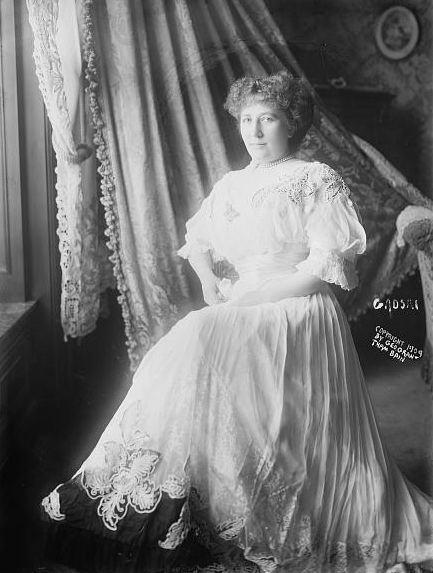
Johanna Gadski

Johanna Gadski, verheiratete Tauscher (* 15. Juni 1870 in Anklam als Johanne Wilhelmine Agnes Emilie Gadski; † 22. Februar 1932 in Berlin-Schmargendorf), war eine deutsche Opernsängerin (Sopran).

## Leben
Johanna Gadski, Tochter des Postsekretärs Johannes Heinrich Julius Gadski, wuchs in Stettin auf. Dort war sie Schülerin von Anna Schröder-Chaloupka (1834–1923) und debütierte 1889 an der Krolloper in Berlin. Es folgten Engagements in Stettin, Mainz und Bremen. Als Ensemblemitglied der Wanderoper „Damrosch Opera Company“ des deutsch-amerikanischen Dirigenten und Komponisten Walter Damrosch führte sie 1895 der Weg erstmals in die Vereinigten Staaten von Amerika. Hier sang sie neben klassischen Partien auch die Partie der Hester Prynne in der Uraufführung von Damroschs Oper The Scarlett Letter. Nach Gastspielen an der Covent Garden Opera in London und bei den Bayreuther Festspielen (beides 1899) kam Johanna Gadski 1900 an die Metropolitan Opera in New York, wo sie bis 1917 als 1. Sopranistin des Hauses große Triumphe, vor allem als Wagnersängerin, feierte. Sie stand dort in 25 Partien auf der Bühne, insgesamt war sie in New York in 455 Vorführungen zu sehen. Zwischendurch kam sie zu Gastspielen an der Berliner Hofoper, bei den Münchner Opernfestspielen und bei den Salzburger Mozart-Festen (einer Vorläuferveranstaltung der Salzburger Festspiele) nach Deutschland zurück.
Johanna Gadski war seit 1892 mit dem deutschen Nordamerika-Repräsentanten des Waffenfabrikanten Krupp, Hans Tauscher, einem Reserve-Offizier, verheiratet. Tauscher war 1916 von Kanada des Hochverrats bezichtigt, aber freigesprochen worden. Dennoch musste Johanna Gadski 1917 Amerika nach dem Eintritt der USA in den Ersten Weltkrieg verlassen. (An der Metropolitan Opera wurden fortan – bis 1921 – keine Opern mehr in deutscher Sprache aufgeführt.) Das New Yorker Publikum verabschiedete die Sängerin mit einer eigens für sie arrangierten Vorstellung von Richard Wagners Tristan und Isolde, in der sie die weibliche Titelpartie sang. In Deutschland war sie fortan überwiegend als Liedsängerin in Berlin tätig. Einer ihrer Klavierbegleiter war Selmar Meyrowitz. Gadski kam aber mit einer eigenen Wanderoper-Truppe, der German Opera Company von 1928 an noch einmal für zwei Jahre in die USA zurück und sang in dieser Zeit auch wieder Opernpartien.
Die Sängerin, die als eine der besten Wagner-Interpretinnen ihrer Zeit, aber auch als hervorragende Mozart-Sängerin galt, engagierte sich auch stark für neue Werke. So wirkte sie in ihrer New Yorker Zeit an den Premieren von Der Wald von Dame Ethel Smyth (1903), Lobetanz von Ludwig Thuille (1911) und Versiegelt von Leo Blech (1912) mit. Zeitgenossen rühmten auch ihr schauspielerisches Talent. 
Die Stimme von Johanna Gadski, die am 22. Februar 1932 in Berlin an den Folgen eines Autounfalls starb, ist auf etwa 100 Schellackplatten und Mapleson-Zylindern festgehalten worden. Noch heute sind viele Lieder und Arien auf CDs oder als MP3 zu kaufen.

## Partien (Auswahl)
- Der Freischütz (Karl Maria von Weber): Agathe
- Undine (Albert Lortzing): Undine
- Lohengrin (Richard Wagner): Elsa
- Tannhäuser (Richard Wagner): Elisabeth
- Tristan und Isolde (Richard Wagner): Isolde
- Der Ring des Nibelungen (Richard Wagner): Brünnhilde
- Die Meistersinger von Nürnberg (Richard Wagner): Eva
- Der fliegende Holländer (Richard Wagner): Senta
- The Scarlet Letter (Walter Damrosch): Hester Prynne
- Aida (Giuseppe Verdi): Aida
- Ein Maskenball (Giuseppe Verdi): Amelia
- Der Troubadour (Giuseppe Verdi): Leonore
- Tosca (Giacomo Puccini): Tosca
- Don Giovanni (Wolfgang Amadeus Mozart): Donna Elvira; Donna Anna
- Figaros Hochzeit (Wolfgang Amadeus Mozart): Cherubino; Gräfin
- Die Zauberflöte (Wolfgang Amadeus Mozart): Pamina
- Die Hugenotten (Giacomo Meyerbeer): Valentine
- Der Prophet (Giacomo Meyerbeer): Berthe
- Carmen (Georges Bizet): Micaela
- Cavalleria Rusticana (Pietro Mascagni): Santuzza
- Orpheus und Eurydike (Christoph Willibald Gluck): Eurydike
- Tiefland (Eugen d’Albert): Martha
- Faust (Charles Gounod): Marguerite
- Fidelio (Ludwig van Beethoven): Marzelline

## Diskografie (Auswahl)
- The Complete Johanna Gadski: Volume 1. Victor Recordings 1903–1909. 2 CDs, Swarthmore/USA, Marstone 1999
- The Complete Johanna Gadski: Volume 2. Victor Recordings 1910–1917 and „Mapleson Cylinder Recordings“. 3 CDs, Swarthmore/USA, Marstone 1999
- Johanna Gadski Vol. 1, Historical Recordings from 1903-12, CD, HAFG (Hamburger Archiv für Gesangeskunst), 2008
- Johanna Gadski Vol. 2, Historical Recordings from 1904-16, CD, HAFG (Hamburger Archiv für Gesangeskunst), 2008